# Seraph of the End – Serafin dni ostatnich
Seraph of the End – Serafin dni ostatnich (jap. 終わりのセラフ Owari no serafu) – manga z gatunku dark fantasy napisana przez Takayę Kagamiego i zilustrowana przez Yamato Yamamoto. Jest publikowana na łamach magazynu „Jump Square” wydawnictwa Shūeisha od września 2012. Polski przekład ukazuje się nakładem wydawnictwa Waneko.
Na podstawie mangi powstał serial anime wyprodukowany przez Wit Studio, który emitowano od kwietnia do grudnia 2015.

## Fabuła
Ludzkość stoi na krawędzi wymarcia z powodu wirusa, który zdziesiątkował większość populacji, oraz zagrożenia ze strony wampirów. Istoty te, wykorzystując czas kryzysu, wyszły na powierzchnię i zaczęły hodować ludzi dla własnych potrzeb. W tym czasie chłopak imieniem Yuuichirou Hyakuya, zdeterminowany, by pomścić zamordowanych przez wampiry przyjaciół, postanawia wstąpić w szeregi Japońskiej Armii Demonów.

## Bohaterowie
- Yuuichirou Hyakuya (jap. 百夜 優一郎 Hyakuya Yūichirō)

Seiyū: Miyu Irino 
Chłopak, który jako dziecko uciekł z miasta wampirów i członek Japońskiej Imperialnej Armii Demonów. Pragnie zagłady wampirów, które odpowiedzialne są także za śmierć jego rodziny.
- Mikaela Hyakuya (jap. 百夜 ミカエラ Hyakuya Mikaera)

Seiyū: Kensho Ono 
Najlepszy przyjaciel Yuuichirou. Podczas ucieczki z miasta wampirów został uznany za zmarłego, jednak później okazuje się, że został przemieniony w wampira.
- Guren Ichinose (jap. 一瀬 グレン Ichinose Guren)

Seiyū: Yūichi Nakamura 
Podpułkownik Japońskiej Imperialnej Armii Demonów z jednostki likwidacyjnej.
- Ferid Bathory (jap. フェリド・バートリー Ferido Bātorī)

Seiyū: Takahiro Sakurai 
Morderca rodziny Yuuichirou, Siódmy Protoplasta.
- Shinoa Hiragi (jap. 柊 シノア Hīragi Shinoa)

Seiyū: Saori Hayami 
Szefowa podjednostki armii, którą nadzoruje Guren, siostra Mahiru Hiiragiego.
- Yoichi Saotome (jap. 早乙女 与一 Saotome Yoichi)

Seiyū: Nobuhiko Okamoto 
Członek jednostki likwidacyjnej, który wstąpił do armii, aby zemścić się na wampirach po tym, jak jeden z nich zabił jego siostrę.
- Shihou Kimizuki (jap. 君月 士方 Kimizuki Shihō)

Seiyū: Kaito Ishikawa 
Członek jednostki likwidacyjnej, który wyróżnia się trzeźwym myśleniem i umiejętnościami walki, choć jest bardzo cyniczny. Ma ciężko chorą siostrę.
- Mitsuba Sanguu (jap. 三宮 三葉 Sangū Mitsuba)

Seiyū: Yuka Iguchi 
Elitarny członek jednostki likwidacyjnej.
- Kureto Hiiragi (jap. 柊 暮人 Hīragi Kureto)

Seiyū: Tomoaki Maeno 
Generał-porucznik armii, znany ze swojej bezwzględności i żądzy zemsty wobec każdego, kto sprzeciwi się rodowi Hiiragich.
- Shinya Hiiragi (jap. 柊 深夜 Hīragi Shin’ya)

Seiyū: Tatsuhisa Suzuki 
Generał dywizji w armii, wyznaczony na męża Mahiru, siostry Shinoa. Jest bliskim przyjacielem Gurena.
- Krul Tepes (jap. クルル・ツェペシ Kururu Tsepeshi)

Seiyū: Aoi Yūki 
Władczyni Sanguinem, miasta wampirów; Trzeci Protoplasta.
- Crowley Eusford (jap. クローリー・ユースフォード Kurōrī Yūsufōdo)

Seiyū: Ken’ichi Suzumura 
Arystokrata Trzynastego Protoplasty, należący do frakcji rządzonej przez Ferida Bathorego.

## Manga
Manga została napisana przez Takayę Kagamiego, scenorysy do niej wykonał Daisuke Furuya, natomiast ilustracje stworzył Yamato Yamamoto. Pierwszy rozdział ukazał się 4 września 2012 w czasopiśmie „Jump Square” wydawnictwa Shūeisha. W lutym 2022, w 26. tomie, autorzy poinformowali, że seria zbliża się do momentu kulminacyjnego.
W Polsce seria wydawana jest od 25 sierpnia 2016 nakładem wydawnictwa Waneko.
Manga będąca adaptacją serii light novel, Owari no Seraph – Ichinose Guren, 16-sai no hametsu, była publikowana w magazynie „Gekkan Shōnen Magazine” wydawnictwa Kōdansha od 6 czerwca 2017 do 4 lutego 2022. Całość została zebrana w 12 tomach, wydawanych od 2 listopada 2017 do 4 marca 2022.

## Light novel
Prequel napisany przez Takayę Kagamiego i zilustrowany przez Yamato Yamamoto, zatytułowany Owari no Seraph – Ichinose Guren, 16-sai no hametsu (jap. 終わりのセラフ 一瀬グレン、16歳の破滅), skupia się na postaci Gurena Ichinose, opisując wydarzenia, które miały miejsce osiem lat przed rozpoczęciem mangi. Seria składa się łącznie z 7 tomów, które ukazywały się od 4 stycznia 2013 do 2 grudnia 2016 nakładem wydawnictwa Kōdansha.
| Nr | Data wydania (język japoński) | ISBN (język japoński)  |
| -- | ----------------------------- | ---------------------- |
| 1  | 4 stycznia 2013               | ISBN 978-4-06-375279-3 |
| 2  | 2 lipca 2013                  | ISBN 978-4-06-375311-0 |
| 3  | 31 stycznia 2014              | ISBN 978-4-06-375354-7 |
| 4  | 2 lipca 2014                  | ISBN 978-4-06-375396-7 |
| 5  | 2 kwietnia 2015               | ISBN 978-4-06-381451-4 |
| 6  | 30 października 2015          | ISBN 978-4-06-381491-0 |
| 7  | 2 grudnia 2016                | ISBN 978-4-06-381572-6 |

Druga seria light novel napisana przez Takayę Kagamiego i zilustrowana przez Yamato Yamamoto, zatytułowana Owari no Seraph – Kyūketsuki Mikaela no monogatari (jap. 終わりのセラフ　吸血鬼ミカエラの物語), była publikowana od 4 grudnia 2015 do 2 maja 2016 nakładem wydawnictwa Shūeisha.
| Nr | Data wydania (język japoński) | ISBN (język japoński)  |
| -- | ----------------------------- | ---------------------- |
| 1  | 4 grudnia 2015                | ISBN 978-4-08-703358-8 |
| 2  | 2 maja 2016                   | ISBN 978-4-08-703395-3 |

20 października 2017 na blogu wydawnictwa Kōdansha ogłoszono, że powstanie drugi spin-off o Gurenie, zatytułowany Owari no Seraph – Ichinose Guren, 19-sai no sekai Resurrection (jap. 終わりのセラフ　一瀬グレン、19歳の世界再誕). Został napisany przez Takayę Kagamiego i zilustrowany przez Yō Asamiego. Pierwszy tom został wydany 27 grudnia 2017.
| Nr | Data wydania (język japoński) | ISBN (język japoński)  |
| -- | ----------------------------- | ---------------------- |
| 1  | 27 grudnia 2017               | ISBN 978-4-06-381636-5 |
| 2  | 30 listopada 2018             | ISBN 978-4-06-514385-8 |

## Anime
28 sierpnia 2014 redakcja magazynu „Jump Square” ogłosiła powstanie adaptacji anime. Serial został wyprodukowany przez Wit Studio, za reżyserię odpowiadał Daisuke Tokudo, a scenariusz napisał Hiroshi Seko. Ponadto autor mangi, Takaya Kagami, osobiście opracował oryginalną fabułę dla odcinków zawierających materiał, który nie został jeszcze przedstawiony w mandze i nadzorował scenariusze aż do finałowego odcinka anime. 12 grudnia 2014 podano do wiadomości, że serial będzie składać się z dwóch części. Pierwsza była emitowana od 4 kwietnia do 20 czerwca 2015, a druga od 10 października do 26 grudnia.
Odcinek OVA, zatytułowany Owari no Seraph: Kyūketsuki Shahal (jap. 終わりのセラフ 吸血鬼シャハル), został wydany 2 maja 2016, wraz z 11 tomem mangi.

### Lista odcinków

#### Seria pierwsza
| №  | #  | Tytuł odcinka                                              | Główny reżyser animacji            | Premiera         |
| -- | -- | ---------------------------------------------------------- | ---------------------------------- | ---------------- |
| 1  | 1  | Kechimyaku no sekai (血脈のセカイ)                         | Daisuke Tokudo                     | 4 kwietnia 2015  |
| 2  | 2  | Hametsu-go no ningen (破滅後のニンゲン)                    | Masashi Koizuka                    | 11 kwietnia 2015 |
| 3  | 3  | Kokoro ni sumu oni (心に棲むオニ)                          | Tomokazu Tokoro                    | 18 kwietnia 2015 |
| 4  | 4  | Kyūketsuki Mikaela Kyūketsuki Mikaera (吸血鬼ミカエラ)     | Junichi Takaoka                    | 25 kwietnia 2015 |
| 5  | 5  | Kuroki to no keiyaku (黒鬼とのケイヤク)                    | Shuhei Matsushita                  | 2 maja 2015      |
| 6  | 6  | Atarashii kazoku (新しいカゾク)                            | Kei Anjiki                         | 9 maja 2015      |
| 7  | 7  | Mitsuba no Team Mitsuba no chīmu (三葉のチーム)            | Tetsuya Wakano                     | 16 maja 2015     |
| 8  | 8  | Senmetsu no hajimari (殲滅のハジマリ)                      | Masaki Utsunomiya, Hironori Aoyagi | 23 maja 2015     |
| 9  | 9  | Shūgeki no Vampire Shūgeki no vanpaia (襲撃のヴァンパイア) | Takeshi Ninomiya                   | 30 maja 2015     |
| 10 | 10 | Sentaku no kekka (選択のケッカ)                            | Mastuo Asami                       | 6 czerwca 2015   |
| 11 | 11 | Osananajimi no saikai (幼馴染のサイカイ)                   | Kunihiro Mori                      | 13 czerwca 2015  |
| 12 | 12 | Min’na tsumibito (みんなツミビト)                          | Toshikazu Yoshizawa                | 20 czerwca 2015  |

#### Seria druga
| №  | #  | Tytuł odcinka                                    | Główny reżyser animacji                                      | Premiera             |
| -- | -- | ------------------------------------------------ | ------------------------------------------------------------ | -------------------- |
| 13 | 1  | Ningen no sekai (人間のセカイ)                   | Tetsuya Wakano                                               | 10 października 2015 |
| 14 | 2  | Kōsakusuru kankei (交錯するカンケイ)             | Tetsuo Hirakawa                                              | 17 października 2015 |
| 15 | 3  | Tei oni-gun no yabō (帝鬼軍のヤボウ)             | Fumihiro Ueno                                                | 24 października 2015 |
| 16 | 4  | Tsuki oni no gōrei (月鬼のゴウレイ)              | Fumihiro Ueno                                                | 31 października 2015 |
| 17 | 5  | Hangyakusuru kachiku (反逆するカチク)            | Yasuhiro Akamatsu                                            | 7 listopada 2015     |
| 18 | 6  | Seigi no tsurugi (正義のツルギ)                  | Yoko Kanamori                                                | 14 listopada 2015    |
| 19 | 7  | Shin’ya to Guren (深夜とグレン)                  | Kunihiro Mori                                                | 21 listopada 2015    |
| 20 | 8  | Oni no komoriuta (鬼のコモリウタ)                | Tetsuya Wakano                                               | 28 listopada 2015    |
| 21 | 9  | Uragiri no mikata (裏切りのミカタ)               | Yoshiaki Kyogoku                                             | 5 grudnia 2015       |
| 22 | 10 | Yū to Mika (優とミカ)                            | Shuhei Matsushita                                            | 12 grudnia 2015      |
| 23 | 11 | Gōman na ai (傲慢なアイ)                         | Yoko Kanamori, Yumi Kawai, Masashi Koizuka                   | 19 grudnia 2015      |
| 24 | 12 | Owari no Seraph Owari no serafu (終わりのセラフ) | Yumi Kawai, Yoshiaki Kyogoku, Tetsuya Wakano, Daisuke Tokudo | 26 grudnia 2015      |

#### OVA
| №   | Tytuł odcinka                                         | Premiera    |
| --- | ----------------------------------------------------- | ----------- |
| OVA | Kyūketsuki Shahal Kyūketsuki Shaharu (吸血鬼シャハル) | 2 maja 2016 |

### Ścieżka dźwiękowa
Ścieżkę dźwiękową do anime stworzyli Hiroyuki Sawano, Takafumi Wada, Asami Tachibana i Megumi Shiraishi. Pierwszy album z muzyką z serialu ukazał się w lipcu 2015, tuż po zakończeniu emisji pierwszej części anime. Album składał się z dwóch płyt: na pierwszej znalazło się 14 instrumentalnych utworów autorstwa Sawano, a na drugiej 19 kompozycji pozostałych twórców 
Kolejny album ukazał się w styczniu 2016 i zawierał 17 utworów wszystkich czterech kompozytorów. 
| Owari no Seraph Original Soundtrack DISC 1 | Owari no Seraph Original Soundtrack DISC 1 | Owari no Seraph Original Soundtrack DISC 1 |
| Nr                                         | Tytuł utworu                               | Długość                                    |
| ------------------------------------------ | ------------------------------------------ | ------------------------------------------ |
| 1.                                         | „X.U. (TV size)” (Gemie)                   |                                            |
| 2.                                         | „[A]pa-t”                                  |                                            |
| 3.                                         | „1hundredknight:Y”                         |                                            |
| 4.                                         | „pfSOTEad1”                                |                                            |
| 5.                                         | „1hundredknight:M”                         |                                            |
| 6.                                         | „pfSOTEad2”                                |                                            |
| 7.                                         | „OneZeroEight”                             |                                            |
| 8.                                         | „[B]pa-t”                                  |                                            |
| 9.                                         | „pfSOTEad3”                                |                                            |
| 10.                                        | „108”                                      |                                            |
| 11.                                        | „9BL00d oni (jap. 9BL00d鬼)”               |                                            |
| 12.                                        | „SOTE”                                     |                                            |
| 13.                                        | „scaPEGoat (TV size)” (Yosh)               |                                            |
| 14.                                        | „ToBeContinued..”                          |                                            |

| Owari no Seraph Original Soundtrack DISC 2 | Owari no Seraph Original Soundtrack DISC 2 | Owari no Seraph Original Soundtrack DISC 2 | Owari no Seraph Original Soundtrack DISC 2 |
| Nr                                         | Tytuł utworu                               | Kompozytor                                 | Długość                                    |
| ------------------------------------------ | ------------------------------------------ | ------------------------------------------ | ------------------------------------------ |
| 1.                                         | „Seraph of the End - Prologue”             | Takafumi Wada                              |                                            |
| 2.                                         | „Seraph of the End - Epic”                 | Takafumi Wada                              |                                            |
| 3.                                         | „Tsuki oni no kumi (jap. 月鬼ノ組)”        | Asami Tachibana                            |                                            |
| 4.                                         | „Fuan no mukou (jap. 不安のむこう)”        | Megumi Shiraishi                           |                                            |
| 5.                                         | „Battlefield”                              | Takafumi Wada                              |                                            |
| 6.                                         | „Ferid Bathory”                            | Takafumi Wada                              |                                            |
| 7.                                         | „Sentō kaishi (jap. 戦闘開始)”             | Asami Tachibana                            |                                            |
| 8.                                         | „Nakama (jap. 仲間)”                       | Megumi Shiraishi                           |                                            |
| 9.                                         | „Invisible Sky”                            | Takafumi Wada                              |                                            |
| 10.                                        | „Hametsu-go no sekai (jap. 破滅後の世界)”  | Asami Tachibana                            |                                            |
| 11.                                        | „The Japanese Imperial Demon Army”         | Takafumi Wada                              |                                            |
| 12.                                        | „Osoi kuru aku (jap. 襲い来る悪)”          | Megumi Shiraishi                           |                                            |
| 13.                                        | „Dasshutsu iki (jap. 脱出行)”              | Asami Tachibana                            |                                            |
| 14.                                        | „Kikikaikai (jap. 奇々怪々)”               | Megumi Shiraishi                           |                                            |
| 15.                                        | „Demon’s Reborn”                           | Takafumi Wada                              |                                            |
| 16.                                        | „Tatakai no toki (jap. 戦いの時)”          | Megumi Shiraishi                           |                                            |
| 17.                                        | „Reality,Destiny”                          | Takafumi Wada                              |                                            |
| 18.                                        | „Kizuna (jap. 絆)”                         | Asami Tachibana                            |                                            |
| 19.                                        | „Yūkei (jap. 夕景)”                        | Megumi Shiraishi                           |                                            |

| Owari no Seraph Nagoya kessen-hen Original soundtrack / Anime soundtrack | Owari no Seraph Nagoya kessen-hen Original soundtrack / Anime soundtrack | Owari no Seraph Nagoya kessen-hen Original soundtrack / Anime soundtrack |
| Nr                                                                       | Tytuł utworu                                                             | Długość                                                                  |
| ------------------------------------------------------------------------ | ------------------------------------------------------------------------ | ------------------------------------------------------------------------ |
| 1.                                                                       | „Dim Light” (mpi)                                                        |                                                                          |
| 2.                                                                       | „4-a:”                                                                   |                                                                          |
| 3.                                                                       | „world wAr E”                                                            |                                                                          |
| 4.                                                                       | „Omone Shura no chikara (jap. 阿朱羅の力)”                               |                                                                          |
| 5.                                                                       | „Tei oni gun (jap. 帝鬼軍)”                                              |                                                                          |
| 6.                                                                       | „WD×2”                                                                   |                                                                          |
| 7.                                                                       | „In Cold Blood”                                                          |                                                                          |
| 8.                                                                       | „Kizoku shakai no tairitsu (jap. 貴族社会の対立)”                        |                                                                          |
| 9.                                                                       | „Ōsha no fūkaku (jap. 王者の風格)”                                       |                                                                          |
| 10.                                                                      | „21 ka 315 (jap. 21科315)”                                               |                                                                          |
| 11.                                                                      | „Extinction Evil”                                                        |                                                                          |
| 12.                                                                      | „Nakama to iu sonzai (jap. 仲間という存在)”                              |                                                                          |
| 13.                                                                      | „Kanashisa to tsuyosa to (jap. 哀しさと強さと)”                          |                                                                          |
| 14.                                                                      | „WD×2 <ver.2>”                                                           |                                                                          |
| 15.                                                                      | „Tenpenchii (jap. 天変地異)”                                             |                                                                          |
| 16.                                                                      | „4-a:slow”                                                               |                                                                          |
| 17.                                                                      | „Dim Light <instrumental>”                                               |                                                                          |

## Odbiór
W 2016 roku manga była nominowana do 40. nagrody Kōdansha Manga w kategorii shōnen.
Do października 2021 seria rozeszła się w nakładzie ponad 13 milionów egzemplarzy.